# Hilario (nombre)
Hilario es un nombre propio masculino de origen latino en su variante en español. Procede de Hilarius, forma adjetivada de hilărus, «alegre, contento».

## Santoral
14 de enero: San Hilario, obispo de Poitiers.

## Variantes
- Femenino: Hilaria.

| Variantes en otras lenguas | Variantes en otras lenguas         |
| -------------------------- | ---------------------------------- |
| Español                    | Hilario                            |
| Albanés                    | Hilari                             |
| Alemán                     | Hilarius                           |
| Armenio                    | Հիլարիոս (Hilarios)                |
| Búlgaro                    | Иларий (Ilarij)                    |
| Catalán                    | Hilari                             |
| Checo                      | Hilarius                           |
| Corso                      | Ilariu                             |
| Croata                     | Hilarije                           |
| Danés                      | Hilarius                           |
| Esperanto                  | Hilario                            |
| Euskera                    | Illari                             |
| Finlandés                  | Hilarius                           |
| Francés                    | Hilaire                            |
| Gallego                    | Hilario                            |
| Georgiano                  | ჰილარიუსი (Hilariusi)              |
| Griego                     | Ιλάριος (Ilários)                  |
| Holandés                   | Hilarius                           |
| Húngaro                    | Hilár                              |
| Inglés                     | Hilarius, Hilary                   |
| Islandés                   | Hilaríus                           |
| Italiano                   | Ilario                             |
| Latín                      | Hilarius                           |
| Letón                      | Hilārijs                           |
| Lituano                    | Hilarijus                          |
| Maltés                     | Ilarju                             |
| Noruego                    | Hilarius                           |
| Polaco                     | Hilary                             |
| Portugués                  | Hilário                            |
| Rumano                     | Ilarie                             |
| Ruso                       | Иларий (Ilarij), Гиларий (Gilarij) |
| Sardo                      | Ilàriu                             |
| Serbio                     | Иларије (Ilarije)                  |
| Sueco                      | Hilarius                           |
| Ucraniano                  | Гіларій (Gilarij)                  |